# Francesco Gloria
Francesco Gloria (Moûtiers, 20 luglio 1823 – Roma, 13 settembre 1902) è stato un politico italiano.
Fu senatore del Regno d'Italia nella XVII legislatura.